# Pselliophora pendleburyi
Pselliophora pendleburyi är en tvåvingeart som beskrevs av Edwards 1928. Pselliophora pendleburyi ingår i släktet Pselliophora och familjen storharkrankar.
Artens utbredningsområde är Thailand. Inga underarter finns listade i Catalogue of Life.